# Landkreis Nordwestmecklenburg
Landkreis Nordwestmecklenburg is een Landkreis in de Duitse deelstaat Mecklenburg-Voor-Pommeren. De Landkreis telt 157.975 inwoners (31 december 2020) op een oppervlakte van 2.118,51 km². Kreisstadt is Wismar.

## Geschiedenis
Nordwestmecklenburg ontstond op 12 juni 1994 door de samenvoeging van de toenmalige Landkreisen Gadebusch, Grevesmühlen, Wismar en delen van Sternberg en Schwerin.
Het huidige Landkreis ontstond op 4 september 2011 door de samenvoeging van het toenmalige Landkries Nordwestmecklenburg met de kreisfreie stad Wismar.

## Steden en gemeenten

Het huidige Landkreis is bestuurlijk in de volgende steden en gemeenten onderverdeeld (Inwoners op 31-12-2020):
| Amtsvrije gemeenten 1. Grevesmühlen, Stad (10.439) 2. Insel Poel (2.456) 3. Wismar (42.824) |

Ämter met deelnemende gemeenten/steden
* = Bestuurscentrum van de Amtsverwaltung
| | | |
| - 1. Amt Dorf Mecklenburg-Bad Kleinen (13.992) 1. Bad Kleinen (3.753) 2. Barnekow (600) 3. Bobitz (2.478) 4. Dorf Mecklenburg * (3.162) 5. Groß Stieten (548) 6. Hohen Viecheln (634) 7. Lübow (1.593) 8. Metelsdorf (486) 9. Ventschow (738) - 2. Amt Gadebusch (10.219) 1. Dragun (753) 2. Gadebusch, Stad * (5.461) 3. Kneese (349) 4. Krembz (876) 5. Mühlen Eichsen (966) 6. Roggendorf (979) 7. Rögnitz (199) 8. Veelböken (636) - 3. Amt Grevesmühlen-Land (8.472) 1. Bernstorf (341) 2. Gägelow (2.579) 3. Plüschow ( x) 4. Roggenstorf (445) 5. Rüting (525) 6. Stepenitztal (1.707) 7. Testorf-Steinfort (642) 8. Upahl (1.609) 9. Warnow (624) | - 4. Amt Klützer Winkel (10.764) 1. Boltenhagen (2.470) 2. Damshagen (1.343) 3. Hohenkirchen (1.271) 4. Kalkhorst (1.793) 5. Klütz, Stad * (3.082) 6. Zierow (805) - 5. Amt Lützow-Lübstorf (13.527) 1. Alt Meteln (1.158) 2. Brüsewitz (1.975) 3. Cramonshagen (512) 4. Dalberg-Wendelstorf (542) 5. Gottesgabe (745) 6. Grambow (666) 7. Klein Trebbow (1.111) 8. Lübstorf (1.458) 9. Lützow * (1.550) 10. Perlin (383) 11. Pingelshagen (521) 12. Pokrent (680) 13. Schildetal (768) 14. Seehof (947) 15. Zickhusen (511) - 6. Amt Neuburg (6.196) 1. Benz (641) 2. Blowatz (1.144) 3. Boiensdorf (495) 4. Hornstorf (1.203) 5. Krusenhagen (584) 6. Neuburg * (2.129) | - 7. Amt Neukloster-Warin (10.925) 1. Bibow (376) 2. Glasin (795) 3. Jesendorf (503) 4. Lübberstorf (221) 5. Neukloster, Stad * (4.020) 6. Passee (195) 7. Warin, Stad (3.239) 8. Zurow (1.288) 9. Züsow (288) - 8. Amt Rehna (9.539) 1. Carlow (1.220) 2. Dechow (181) 3. Groß Molzahn (397) 4. Holdorf (393) 5. Königsfeld (961) 6. Rehna, Stad * (3.592) 7. Rieps (358) 8. Schlagsdorf (1.190) 9. Thandorf (183) 10. Utecht (738) 11. Wedendorfersee (638) - 9. Amt Schönberger Land (18.622) 1. Dassow, Stad (4.102) 2. Grieben (162) 3. Groß Siemz ( x) 4. Lockwisch ( x) 5. Lüdersdorf (5.331) 6. Menzendorf (236) 7. Niendorf ( x) 8. Roduchelstorf (238) 9. Schönberg, Stad * (4.699) 10. Selmsdorf (3.213) |

## Bestuurlijke herindelingen
Sinds de oprichting van het district in 1994 hebben er diverse bestuurlijke herindelingen plaatsgevonden. Tot op heden betreft het de volgende wijzigingen.

### Amt
- Fusie van de stad Gadebusch met het Amt Gadebusch-Land tot het Amt Gadebusch 1 januari 2004.
- Fusie van de stad Schönberg met het Amt Schönberger Land 1 januari 2004.
- Overgaan van de gemeente Kalkhorst van het Amt Ostseestrand naar het Amt Klützer Winkel 1 januari 2004.
- Fusie van de der Ämter Neukloster en Warin tot het Amt Neukloster-Warin 1 juli 2004.
- Fusie van de Ämter Dorf Mecklenburg en Bad Kleinen tot het Amt Dorf Mecklenburg-Bad Kleinen 1 juli 2004.
- Opheffing van het Amtes Gägelow, waarbij de gemeente Zierow over is gegaan naar het Amt Klützer Winkel en de gemeenten Barnekow en Gägelow over zijn gegaan naar het Amt Dorf Mecklenburg-Bad Kleinen 1 januari 2005.
- Fusie van de Ämter Lübstorf/Alt Meteln en Lützow tot het Amt Lützow-Lübstorf 1 januari 2005.
- Opheffing van het Amtes Ostseestrand. De gemeente Selmsdorf is hierbij overgegaan naar het Amt Schönberger Land. De overige gemeenten zijn geannexeerd door de stad Dassow op 1 januari 2005.
- Overgaan van de gemeente Gägelow van het Amt Dorf Mecklenburg-Bad Kleinen naar het Amt Grevesmühlen-Land 1 april 2005.

### Gemeente
- Annexatie van de gemeente Groß Salitz door Krembz op 1 januari 1999.
- Annexatie van de gemeente Testorf door Testorf-Steinfort op 1 januari 1999.
- Samenvoeging van de gemeenten Moor en Parin in de nieuwe gemeente Moor-Rolofshagen op 1 januari 1999.
- Annexatie van de gemeente Babst door Glasin op 1 januari 2001.
- Annexatie van de gemeente Hagebök door Neuburg op 1 januari 2002.
- Annexatie van de gemeente Krassow door Zurow op 1 januari 2002.
- Annexatie van de gemeente Groß Labenz door Warin op 1 januari 2004.
- Samenvoeging van de gemeenten Elmenhorst en Kalkhorst in de nieuwe gemeente Kalkhorst op 1 januari 2004.
- Overgaan van de Ortsteile Groß Thurow en Neu Thurow uit de gemeente Dechow naar de gemeente Roggendorf op 1 juni 2004.
- Annexatie van de gemeente Böken door Alt Meteln op 13 juni 2004.
- Annexatie van de gemeenten Harkensee en Pötenitz door Dassow op 13 juni 2004.
- Annexatie van de gemeente Löwitz door Rehna op 13 juni 2004.
- Samenvoeging van de gemeenten Beidendorf, Bobitz en Groß Krankow in de nieuwe gemeente Bobitz op 13 juni 2004.
- Samenvoeging van de gemeenten Bülow, Demern en Groß Rünz in de nieuwe gemeente Königsfeld op 13 juni 2004.
- Samenvoeging van de gemeenten Gramkow en Groß Walmstorf in de nieuwe gemeente Hohenkirchen op 1 januari 2005.
- Annexatie van de gemeente Schimm door Lübow op 7 juni 2009.
- Samenvoeging van de gemeenten Badow en Renzow tot de gemeente Badow-Renzow op 7 juni 2009.
- Samenvoeging van de gemeenten Damshagen en Moor-Rolofshagen tot de gemeente Damshagen op 7 juni 2009.
- Annexatie van de gemeente Hanshagen tot de gemeente Upahl op 1 januari 2011.
- Samenvoeging van de gemeenten Köchelstorf en Wedendorf tot de gemeente Wedendorfersee op 1 juli 2011.

### Naamsveranderingen
- Van gemeente Köchelstorf b. Rehna naar gemeente Köchelstorf op 1 augustus 1999.
- Van gemeente Neuburg-Steinhausen naar gemeente Neuburg op 1 januari 2002.
- Van gemeente Badow-Renzow naar gemeente Schildetal op 1 oktober 2009.

Ludwigslust-Parchim · Mecklenburgische Seenplatte · Nordwestmecklenburg · Rostock · Landkreis Rostock · Schwerin · Vorpommern-Greifswald · Vorpommern-Rügen